# Scharführer
Scharführer (abbreviato Scharf, letteralmente "comandante di schiera") era un grado nella Schutzstaffel (SS), l'organizzazione paramilitare del partito nazista dal 1925 al 1945 e nelle Sturmabteilung (SA), il primo gruppo paramilitare del Partito Nazista. L'origine del grado risaliva alla prima guerra mondiale, dove indicava il comandante delle squadre d'assalto.
Il termine Scharführer venne ripreso anche dalla Gioventù hitleriana, dalla Nationalsozialistische Kraftfahrkorps (NSKK) e dalla Nationalsozialistisches Fliegerkorps (NSFK), l'organizzazione paramilitare del partito nazista fondata agli inizi degli anni trenta, periodo nel quale alla Germania era vietato possedere un'aviazione dalle condizioni del Trattato di Versailles.
Il grado equivalente nella Wehrmacht era feldwebel.